# Renzo Massarani
Renzo Massarani (Mântua, 26 de março de 1898 — Rio de Janeiro, 28 de março de 1975) foi um compositor e crítico de música italiano naturalizado brasileiro. 
Massarani foi considerado um dos maiores representantes da ideologia do fascismo no meio musical, porém, devido à sua origem judaica, foi expulso da Itália após a promulgação das leis raciais italianas em 1938, refugiando-se no Brasil, onde obteve naturalização em 1945. 
É pai do engenheiro Giulio Massarani, avô da escritora e ilustradora Mariana Massarani e da jornalista Luisa Massarani e bisavô do pianista Luca Buratto. 

## Biografia
De família judaica, Renzo Massarani nasceu em Mântua, na região da Lombardia no norte da Itália, filho de Giulio Massarani e Gina Colorni. Estudou piano com professor particular e seguiu seus estudos musicais com aulas de harmonia com Enrico Bossi, e no Conservatório de Parma. Interrompeu seus estudos em 1915 para participar como voluntário na Primeira Guerra Mundial, sendo ferido em três ocasiões e condecorado com a Croce di Guerra. Durante a guerra, em 13 de julho de 1916, sua obra Per la donna del sogno para voz e piano foi publicada no periódico Le Fiamme, da Cruz Vermelha.
Em 1918, após a guerra, partiu para Viena para estudar com Franz Schalk. Em 1919, mudou-se para Roma para ter aulas na Accademia Nazionale di Santa Cecilia com Giacomo Setaccioli e Ottorino Respighi, formando-se em 1921. Em seus anos de formação, Massarani dedicou-se também à atividade composicional e à docência, como professor de teoria musical e solfejo.
Em 1920, junto com os compositores Mario Labroca e Vittorio Rieti formou o grupo I Tre (em referência ao grupo francês Les Six). O grupo participou da fundação da Corporazione delle Nuove Musiche, criada em 1923 por Alfredo Casella para divulgação da música moderna do período (trazendo performances de obras como Pierrot Lunaire, de Arnold Schönberg para Itália, que Massarani classificou como "obra-prima").
Em 1921, sua ópera Noi due foi premiada no Concurso MacKormick. Em 1922 participou da Marcha sobre Roma.
Em 1923, provavelmente por indicação de Ottorino Respighi, é nomeado diretor do Teatro dei Piccoli, teatro de marionetes criado e dirigido por Vittorio Podrecca, com quem trabalhou até 1928. No período, a companhia era reconhecida internacionalmente, o que possibilitou Massarani acompanhar as turnês internacionais do grupo como regente, incluindo turnês pela Espanha, Alemanha, México, Cuba, Porto Rico e República Dominicana.
Trabalhou como crítico de música para o jornal Il Tevere,  e ocasionalmente para o jornal L'Impero. Também escreveu para o periódico Musica d'oggi.
Foi também secretário do Sindicato Italiano de Músicos por 11 anos.
Junto com o compositor Giuseppe Mulè organizou a Mostra Nacional de Música Contemporânea em Roma, realizada através do União de Músicos Fascistas (de 2 a 9 de abril de 1933). Além disso, suas obras foram apresentadas em diversos festivais nos anos 1920 e 1930:  
- Segunda edição do Festival da Sociedade Internacional para a Música Contemporânea, em Praga(outubro de 1924).[3]
- Terceira edição do Festival da Sociedade Internacional para a Música Contemporânea, em Veneza (1925), com apresentação de sua obra Heimat.[3]
- Primeiro Festival Internacional de Música Contemporânea, em Veneza (1930), com estreia de sua obra Chad Gadyà.[1]
- Mostra do Sindicato Regional Fascista de Músicos (1931), com apresentação de sua peça È nata una bambina con una rosa in mano.[3]
- Mostra Nacional do Sindicato de Músicos Fascistas, em Roma (1932), com apresentação de sua obra Susanna vatti a veste.[3]
- Festival delle Novità, em Bergamo (1937), com a estreia de seu balé Boè, inspirado em um conto de Karl Wolff.[5][1]
- IV Mostra de Musica Contemporânea, em Roma (1937), com apresentação de sua Sonatina para violoncelo e piano.[1]
- V Festival de Música Contemporânea, em Veneza (1937), com apresentação da sua Sonatina para violoncelo e piano.[1]

Casou-se com Elda Costantini em 1928, com quem teve três filhos: Laura Massarani (nascida em 1929), Andrea Massarani (1930) e Giulio Massarani (1937).. No mesmo ano foi nomeado secretário-chefe no setor de plágios da Sociedade Italiana de Autores e Editores (SIAE).
Participou dos Jogos Olímpicos de Verão de 1936, competindo na categoria musical das competições artísticas com sua obra Squilli e danze atletiche, possivelmente originada do espetáculo Squilli e danze per il “18 B.L.” (18 BL era foi um modelo de automóvel produzido pela FIAT para a Primeira Guerra Mundial) , escrita em 1934 para um evento em comemoração à Marcha sobre Roma.
Em 1938, com a promulgação das leis raciais, de caráter antissemita, as obras de Massarani são proibidas em toda a Itália. Em 1939, foi expulso da Itália (assim como outros músicos de origem judaica como Mario Castelnuovo-Tedesco e Vittorio Rieti, que imigraram para os Estados Unidos da América) e obteve refúgio no Brasil, na cidade do Rio de Janeiro (tendo obtido visto em Livorno em 5 de abril de 1939). Pelas contradições do período, Massarani encerrou suas atividades como compositor (de obras de maior peso) e proibiu a performance e a reedição de suas obras escritas no período fascista. Massarani também impediu o acesso a seus manuscritos e destruiu algumas obras.
No Brasil, Massarani passa a trabalhar como orquestrador para a Rádio Nacional em 1941. Foi também pianista correpetidor em aulas de balé e professor particular de música (composição e canto) e de língua italiana. Seus trabalhos composicionais se restringiram à harmonização de melodias folclóricas brasileiras, publicadas pela Ricordi Brasileira, e à música de cena em situações ocasionais, como o acompanhamento musical composto com urgência para a apresentação no Brasil da peça Announce faite à Marie de Paul Claudel apresentada no Theatro Municipal do Rio de Janeiro.
Seu trabalho como crítico de música dos jornais A Manhã e Jornal do Brasil teve importante destaque na cena musical nacional. Foi em sua coluna diária no Jornal do Brasil em 1958, que Massarani iniciou uma polêmica em torno do trabalho do musicólogo Francisco Curt Lange sobre a música mineira do século XVIII.
No período pós-guerra reestabeleceu contato com colegas italianos, conseguindo realizar a mediação para apresentações no Brasil de músicos como o regente Nino Sonzogno, que esteve à frente da Orquestra Sinfônica Brasileira. No período, recusou propostas de retornar à Itália para retomar seu trabalho na Sociedade Italiana de Autores e Editores, retornando apenas eventualmente por motivos familiares, para participar como jurado em concursos de composição e para realizar a crítica a espetáculos internacionais.
Em 1950, na ocasião da vinda ao Brasil de Nicola Pende, um dos signatários do Manifesto da Raça, obra que deu origem às leis raciais italianas, Massarani participou ativamente de protestos junto a estudantes da Faculdade de Medicina da Universidade Federal do Rio de Janeiro, impedindo que Pende realizasse suas conferências.
Ocupou a cadeira nº 15 da Academia Brasileira de Música (cujo patrono é Carlos Gomes), sendo o primeiro sucessor após a morte do fundador Oscar Lorenzo Fernández. Também foi membro da Associação Brasileira de Críticos Teatrais.
Faleceu no Rio de Janeiro em 28 de março de 1975 e está enterrado no Cemitério de São Francisco Xavier. Apenas após sua morte é que suas obras não publicadas voltaram a ser consultadas, apesar de Massarani ter proibido a seus herdeiros a performance e publicação de suas obras. Em 1991, a família do compositor trouxe alguns de seus manuscritos de volta à Itália, conservando-os no arquivo familiar. Outra parte de suas obras estão salvaguardadas no fundo Massarani da Seção de Música da Biblioteca Nacional do Rio de Janeiro. para onde deixou, em testamento, sua coleção de discos, que deram origem ao Arquivo Sonoro da instituição.

## Estética
A obra musical de Massarani foi fortemente influenciada pela ideologia do fascismo. Sob a influência de Alfredo Casella e de outros compositores da chamada Generazione dell'ottanta, diversos músicos, incluindo Massarani, passaram a explorar técnicas, temas e tendências para renovação da linguagem musical italiana (que, anteriormente seguia a estética do verismo operístico). Este movimento buscou ressaltar obras e aspectos estéticos do passado clássico e pré-clássico italiano para representar o "novo" espírito italiano fascista, em busca de raízes nacionais. Este movimento buscava uma distinção estética nacional, fugindo de outras tendências do período, como o impressionismo francês, o expressionismo germânico e o primitivismo do leste europeu.
Nas obras de Massarani estes ideais se refletem a busca de imagens nostálgicas e de tom intimista, utilizando melodias folclóricas tradicionais da região da Lombardia e Pádua. Casella, ao se referir sobre a linguagem de Massarani, comenta que suas obras apresentam características mais regionalistas do que nacionalistas, observando a ausência de técnicas mais modernas internacionais. Massarani confirma tal posição, quando defende a simplicidade e elementaridade das melodias folclóricas em suas formas originais, declarando sua dúvida sobre a harmonização ou re-harmonização de canções tradicionais. Tal visão gerou uma estética de linguagem clara e simples, por vezes de caráter sóbrio. Seu estilo de orquestração, o uso do modalismo e da politonalidade foram características de suas obras que tiveram grande influência de Ottorino Respighi.
Algumas de suas obras são voltadas à exultação do regime e de Mussolini, como Ottobre (obra coral que encerra com a saudação fascista "Eia, Eia! Alalà!"), Tre cante per i soldati (obra vencedora de concurso do Ministério de Imprensa e Propaganda em 1937, escrita em alusão à campanha italiana na Segunda Guerra Ítalo-Etíope), e o canto Piccole camicie nere (em homenagem aos camisas-negras).
Massarani contribuiu para preservar a reputação de um teatro de marionetes moderno, porém recuperando aspectos pré românticos, recuperando repertórios de Ópera-bufa, associados ao impacto que o espetáculo Retabulo de Maese Pedro, do compositor espanhol Manuel de Falla, teve para Massarani.
Massarani não negou sua origem judaica, perceptível em suas composições com texto em hebraico, como Besciagnád Annegnilá e Chad Gadyà.

## Obras[1][3][6]

### Óperas
- La vittoria, para teatro juvenil (sobre texto de Rabindranath Tagore), 1921
- Noi due, ópera (libreto original do compositor), 1922
- Bianco e nero, para espetáculo de marionetes (libreto de Augusto Pagan), 1923
- Le nozze di Takiù, operina (libreto de G. Fanciulli), 1927
- Il pozzo, ópera contadina em 1 ato, 1928
- Gibetto e Gherminella, operina em 3 atos (libreto de R. Bartolozzi), 1928-9
- I dolori della Principessa Susina, operina em 3 atos (libreto de C. Pavolini) 1929
- La donna nel pozzo, notturno paesano (libreto de Arturo Rossato), 1930
- Eliduc, ópera (libretto de Cesare Meano), 1938 (incompleto)
- La donna di Carlon, ópera

### Balés
- Guerino detto il Meschino, romance para voz e 12 instrumentos (libretto de Vittorio Podrecca), 1928
- È nata una bambina con una rosa in mano, 1933
- Boè, suíte sinfônica(a partir de um conto de Karl Wolff), 1937

### Outros espetáculos
- Squilli e danze per il “18 B.L.", música para espetáculo de massa, 1934
- El Pare de Venezia, comedia, 1934
- Il cane infedele (para a obra radiocênica de um ato de Carlo Salsa), 1937
- L'annonce faite à Marie, música incidental (para peça de Paul Claudel), 1941
- O casaco encantado, música incidental (para espetáculo de L. Benedetti)
- Woyzeck, música incidental (para espetáculo de G. Büchner)
- Arlecchino servitore di due padroni, para espetáculo de Goldoni
- Signorinetta: valzer languido ed elegante, música incidental para cinema, 1930
- Lupem: tango, música incidental para cinema, 1930
- Mondatrici in festa, música incidental para cinema
- Panico, música incidental para cinema

### Obras para orquestra
- Amara, poemetto sinfonico, 1920
- Elegia eroica, 1924
- Sinfonietta, 1924
- Due canzonette antiche, para orquestra de câmara com piano-condutor, 1929
- Signorinetta, para orquestra de câmara com piano-condutor, 1930
- Lupe, para orquestra de câmara com piano-condutor, 1930
- Il folletto cinese, de Le nozze di Takiù, 1930
- Takiù, de Le nozze di Takiù, 1930
- Cubanita bendita y cubanita maldita, 1930
- I tre tambur, para orquestra de câmara com piano-condutor, 1930
- Canción de Cuna, 1933
- Billie, 1933
- Il molinaro, ballata para tenor e orquestra de câmara, 1933
- Introduzione, tema e sette variazioni, para orquestra de câmara, 1934
- Squilli e danze per il “18 B.L.", orquestra de câmara (para os Jogos Olímpicos de Verão de 1936), 1936

### Obras para coro
- Due canzoni corali, para coro misto, 1923
- Tre fole in mantovano, para coro feminino, 1934
- Ottobre, para coro misto (versos de R. E. Maltoni), ca.1936
- Tre cante per i soldati (Le tre ragazze, Amba Alagi, Ras Immerucche), 1937
- Don din don, cavallon, para coro infantil
- Cerese
- Fole in Mantovano
- Ottobre
- Acógeme debajo de tuas alas (texto de Chaim Nachman Bialik), 1952

### Música de câmara
- Pastorale, para oboé, fagote, viola e violoncelo, 1924 ou anterior
- Preludio, para violino e piano, 1932
- Susanna vatti a veste, para soprano, contralto e 15 instrumentos, 1932
- Susanna, cena, 1933
- Sonatina, para violoncelo e piano, 1937
- I due amanti, para voz e dez instrumentos (baseado na história de Tristão e Isolda), 1937
- Quarteto de cordas

### Canções
- Tre acquarelli notturni, 1921
- Sette liriche, 1922
- Due coplas, 1925
- Besciagnád Annegnilá, 1930
- Il vero Segretario galante, ciclo lírico, 1929
- Chad Gadyà (sobre poema pascoal hebraico), 1930
- Quattro canti veronesi, 1934
- Piccole camicie nere
- Due madrigali, 1937
- A saudades dos provincianos (versos de Cleómenes Campos), 1942
- Azulão (versos de Manuel Bandeira), 1942
- Quando te vi pela primeira vez, 1942

### Transcrições do folclore brasileiro
- Uêrêm
- Jôgo negro
- A casinha pequenina
- Prenda minha
- Prece de chuva

### Piano
- Sposalizio, 1920
- Dal lago di Mantova, 1922
- Canzoni a ballo, 1923
- Tre preludi, 1936
- Três cânones, 1956